# تيبولوس

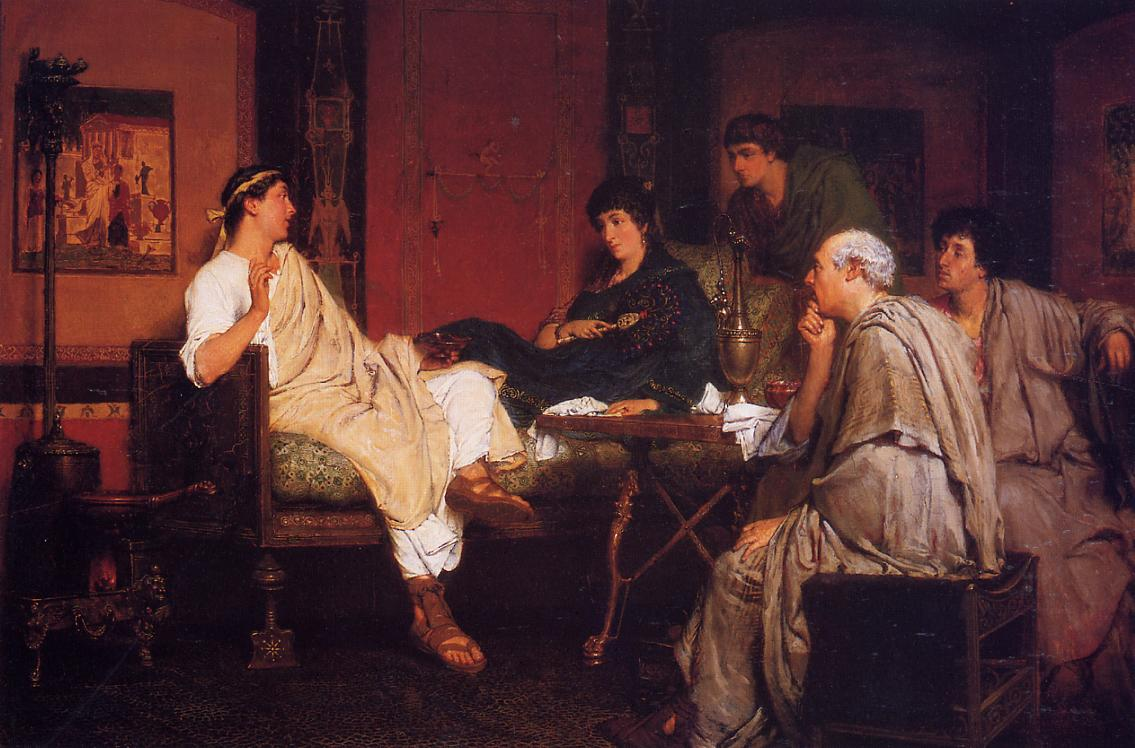
لوحة للشاعر تيبولوس مرسومة من لورينس تديما

ألبيوس تيبولوس (باللاتينية: Albius Tibullus) هو شاعر روماني لاتيني ولد في سنة 55 ق م اشتهر بشعره الرثائي واشتهر بتأليفه لكتاب elegies، لا يعرف الكثير عن حياة تيبولوس القصيرة سواء مكان ولادته أو أصله، لكن يرجح الباحثون أنه فارس روماني وقد توفي في سنة 19 ق م، اعتبره الأديب فرانسيس كايرنس كواحد من أفضل الشعراء الرومان.

## روابط خارجية
- تيبولوس على موقع الموسوعة البريطانية (الإنجليزية)
- تيبولوس على موقع ديسكوغز (الإنجليزية)
- تيبولوس على موقع ديسكوغز (الإنجليزية)